# San Melchor Betaza
San Melchor Betaza là một đô thị thuộc bang Oaxaca, México. Năm 2005, dân số của đô thị này là 919 người.